# Hermann Levi
Hermann Levi (Gießen, 7 de novembro de 1839 — Garmisch-Partenkirchen, 13 de maio de 1900) foi um maestro e compositor da Alemanha.
Nascido em Gießen, Levi era filho de um rabino. Foi educado tanto em Gießen quanto em Mannheim, sendo descoberto por Vinzenz Lachner. Entre 1855 e 1858 estudou no Conservatório de Leipzig,  e após uma série de viagens que o levaram a Paris, obteve seu primeiro posto como diretor musical em Saarbrücken, que foi trocado pela mesma posição em Mannheim em 1861. Entre 1862 e 1864 foi chefe de condução da ópera alemã em Roterdã, e então até 1872 em Karlsruhe. Quando foi para Munique, assumiu um posto até 1896, quando sua saúde debilitada o forçou a resignar o cargo.
Seu nome é associado ao interesse público pela música de Wagner. Amigo e conterrâneo de longa data do  compositor, Levi conduziu a estréia de Parsifal no Bayreuth Festspielhaus em 1882, e estave conectado com a vida musical do local durante o resto de sua carreira. Visitou Londres em 1895,  
Em sua juventude compôs um concerto para piano, bem como uma sonata para violino. Morreu em Munique em 1900, tendo sido enterrado em sua vila em Garmisch-Partenkirchen.